# An Erotic Werewolf in London
Pour plus de détails, voir Fiche technique et Distribution.
An Erotic Werewolf in London est un film américano-britannique de série B réalisé par William Hellfire, sorti en 2006 directement en vidéo.
Le titre du film parodie celui du film de John Landis de 1981, An American Werewolf in London.

## Synopsis
Misty et Ruby, un couple de jeunes femmes, entrent dans un bar pour lesbiennes et rencontrent une femme séduisante Anoushka.

## Fiche technique
- Titre : An Erotic Werewolf in London
- Réalisateur : William Hellfire
- Scénario : William Hellfire
- Format : Couleurs
- Durée : 69 minutes (1 h 9)
- Langue : anglais
- Pays :  États-Unis;  Royaume-Uni
- Date de sortie : 6 mars 2006  États-Unis

## Distribution
- Misty Mundae : Misty
- Anoushka : Anoushka la femme Loup-garou (werewolf)
- Darian Caine : Nancy l'infirmière
- Julian Wells : Carla l'infirmière
- Ruby Larocca : Ruby
- Zoe Moonshine : Zoé la reportère
- Linda Murray : la voisine d'Anoushka
- Jeff Shields : le docteur
- John Link : l'éditeur du London News